# Dég
Dég es un pueblo húngaro perteneciente al distrito de Enying, condado de Fejér.

## Superficie
Cuenta con una superficie de 46,89 km².

## Demografía
Hasta 2024 la población era de 1946	habitantes, con una densidad de población de 41,50 hab/km².
| Gráfica de evolución demográfica de Dég entre 2020 y 2024 |
|                                                           |
| Datos según la Oficina Central de Estadística de Hungría. |